# David Ortiz
David Américo Ortiz Arias (* 18. listopadu 1975, Santo Domingo, Dominikánská republika) je bývalý dominikánský baseballista.
V letech 1997–2002 za tým Minnesota Twins, od roku 2003 do ukončení kariéty v roce 2016 nastupoval za tým Boston Red Sox. Je trojnánásobným vítězem Světové série z let 2004, 2007 a 2013.
První zápas v MLB odehrál 24. září 1997. Celkem odehrál v MLB 2408 zápasů, jeho pálkařský průměr činí .286 a zaznamenal celkem 541 homerunů. V play-off odehrál dalších 85 zápasů s pálkařským průměrem .289 a sedmnácti odpálenými homeruny.